# Küllstedt
Küllstedt är en kommun och ort i Landkreis Eichsfeld i förbundslandet Thüringen i Tyskland.
Kommunen ingår i förvaltningsområdet Westerwald-Obereichsfeld tillsammans med kommunerna Büttstedt, Effelder, Großbartloff och Wachstedt.